# Papradiste
Prapadiste (macedónul: Папрадиште, albánul Prapadishti) település Észak-Macedóniában, a Délnyugati körzet Kicsevói járásában, 2013-ig az Oszlomeji járás része volt, ami teljes egészében beolvadt a Kicsevói járásba.

## Népesség
| Lakosok száma | 206  | 237  | 216  | 239  | 219  |      | 119  | 75   | 8    |
|               | 1948 | 1953 | 1961 | 1971 | 1981 | 1991 | 1994 | 2002 | 2021 |

2002-ben 75 lakosa volt, akik közül 74 albán és 1 egyéb.